# Hannah Smith
Hannah Smith (7 de janeiro de 1856 — 10 de janeiro de 1966) foi uma supercentenária do Reino Unido e Decana da Humanidade de 24 de julho de 1965 até a data de seu falecimento, aos 110 anos e 3 dias. Sucedeu-lhe no título John Mosely Turner, de 109 anos de idade.